# Thomas Bauer (Schriftsteller)
Thomas Bauer (* 1976 in Stuttgart) ist ein deutscher Schriftsteller und Reisebuchautor.

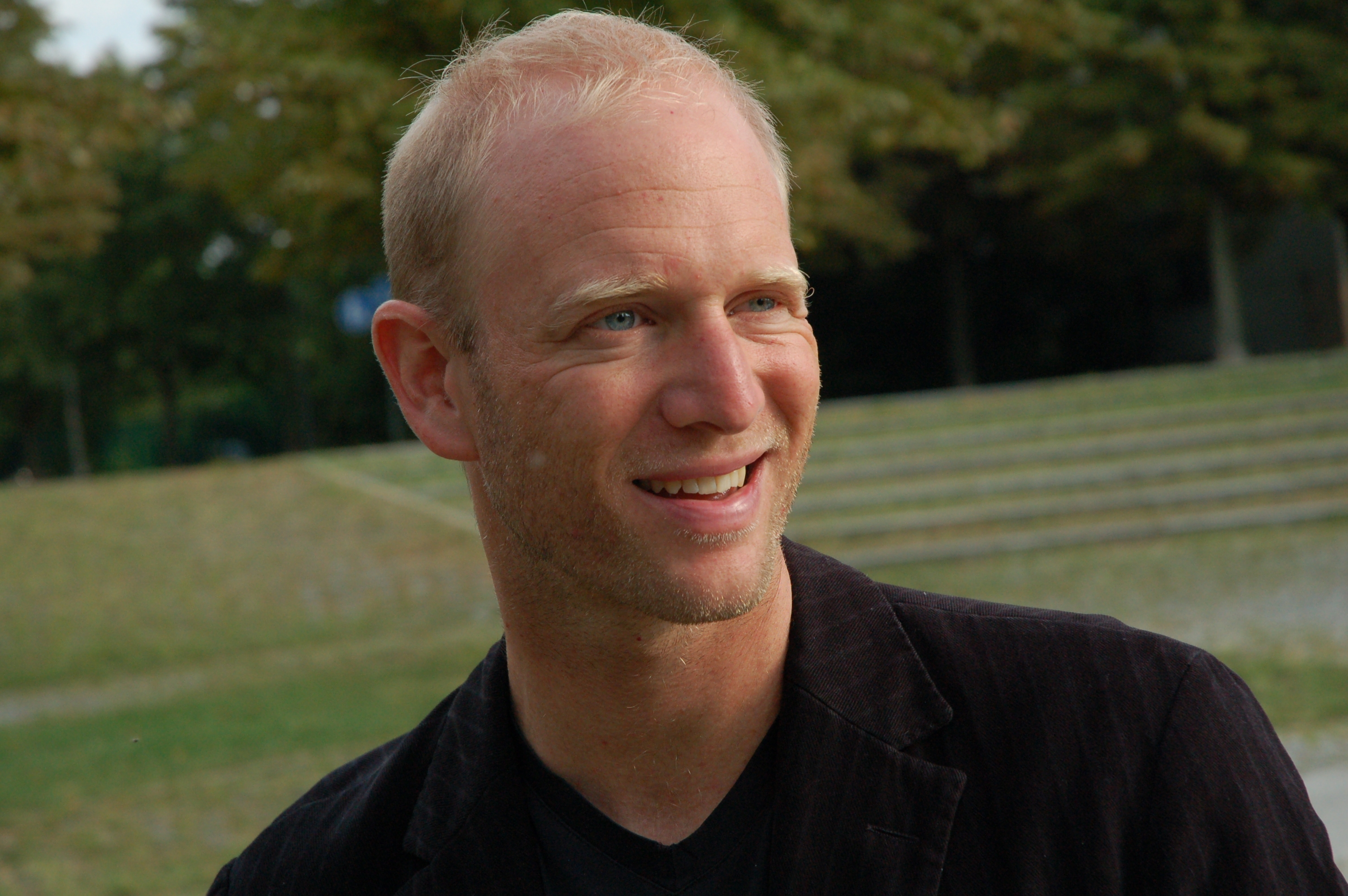
Thomas Bauer (2008)

## Leben
Bereits zu Grundschulzeiten begann er mit dem Schreiben, nach dem Lesen der Werke Georg Trakls betrieb er dies ernsthaft. Er studierte Diplom-Verwaltungswissenschaft an der Universität Konstanz, lebte mehrere Monate in Australien und ein Jahr in Paris. Ausgedehnte Reisen führten ihn nach Südostasien, Südamerika und Osteuropa. Seine Reisebücher erreichen mehrere Auflagen.
Thomas Bauer lebt in Tutzing und arbeitet am Goethe-Institut in München.

## Publikationen
- Orkan des Lebens. 1. Auflage. Frieling, Berlin 1998, ISBN 3-8280-0693-0.
- Simone träumt. Roderer, Regensburg 2000, ISBN 3-89073-039-6.
- Die helle und die dunkle Seite. 1. Auflage. Ed. Thaleia, St. Ingbert 2003, ISBN 3-924944-59-8.
- 2500 Kilometer zu Fuß durch Europa. 4. Auflage. Wiesenburg-Verlag, Schweinfurt 2006, 2008, ISBN 978-3-937101-86-6.
- Wo die Puszta den Himmel berührt. Auf Umwegen durch Ungarn. Herbig Verlag, München 2007, ISBN 978-3-7766-2512-7.
- Ostwärts – Zweitausend Kilometer Donau. Mit dem Paddelboot zum Schwarzen Meer. 3. Auflage. Wiesenburg Verlag, Schweinfurt 2010, ISBN 978-3-940756-00-8.
- Die Gesichter Südamerikas. Eine Abenteuerreise durch Argentinien, Chile, Bolivien, Peru und Kolumbien. 5. Auflage. Wiesenburg Verlag, Schweinfurt 2012, ISBN 978-3-940756-45-9.
- Thomas Bauer: Vientiane-Singapur. Per Rikscha durch Südostasien. Schardt Verlag, Oldenburg, 2010, ISBN 978-3-89841-513-2 (Reiseerzählung).
- Nurbu – Im Reich des Schneeleoparden. Auf Spurensuche im Himalaya. Wiesenburg Verlag, Schweinfurt 2012, ISBN 978-3-942063-89-0.
- Frankreich erfahren – Eine Umrundung per Postrad. Drachenmond Verlag, Leverkusen 2012, ISBN 978-3-931989-73-6.
- Mush! Grönland per Hundeschlitten. Wiesenburg Verlag, Schweinfurt 2013, ISBN 978-3-943528-80-0.
- Fremdes Japan – Wie ich versuchte, 88 Tempel zu erobern, und mich dabei in Japan verlor. MANA-Verlag, Berlin 2017, ISBN 978-3-95503-095-7.
- Rednecks radeln nicht. Meine 3000 Kilometer auf einem Liegerad durchs wahre Amerika. millemari. Verlag, München 2018, ISBN 978-3-946014-52-2.
- Neugier auf die Welt – In 80 Rätseln um die Erde. Periplaneta Verlag, Berlin 2021, ISBN 978-3-95996-205-6.

als Herausgeber
- Polarmeerblau. Eigenverlag, Konstanz 2002, ISBN 3-8311-3220-8.
- Zwischen den Orten – Schweinfurt. Wiesenburg-Verlag, Schweinfurt 2003, ISBN 3-932497-88-0.
- Zwischen Estland und Malta. 1. Auflage. Wiesenburg-Verlag, Schweinfurt 2004, ISBN 3-937101-09-8.
- Australien, wie wir es sehen. Drachenmond Verlag, Leverkusen 2013, ISBN 978-3-931989-85-9.
- Indien, wie wir es sehen. Drachenmond Verlag, Leverkusen 2013, ISBN 978-3-931989-84-2.
- China, wie wir es sehen. Drachenmond Verlag, Leverkusen 2014, ISBN 978-3-931989-87-3.
- Frankreich, wie wir es sehen. Drachenmond Verlag, Leverkusen 2014, ISBN 978-3-931989-86-6.

Sowie über fünfzig weitere Veröffentlichungen in Literaturzeitschriften und Anthologien.
Thomas Bauer ist Mitglied der 42erAutoren und des Bundesverbandes junger Autoren und Autorinnen (BVjA). Gemeinsam mit Erik Lorenz ist er Herausgeber der Reisebuchreihe „Wie wir es sehen“, in der bisher die Bände China, Frankreich, Australien und Indien erschienen sind.